# Maciej Władysław Grabski
Maciej Władysław Grabski (ur. 20 czerwca 1934 w Grabkowie, zm. 12 lutego 2016 w Warszawie) – polski metaloznawca, profesor nauk technicznych, profesor zwyczajny Politechniki Warszawskiej, w latach 1992–2005 prezes zarządu Fundacji na rzecz Nauki Polskiej.

## Życiorys

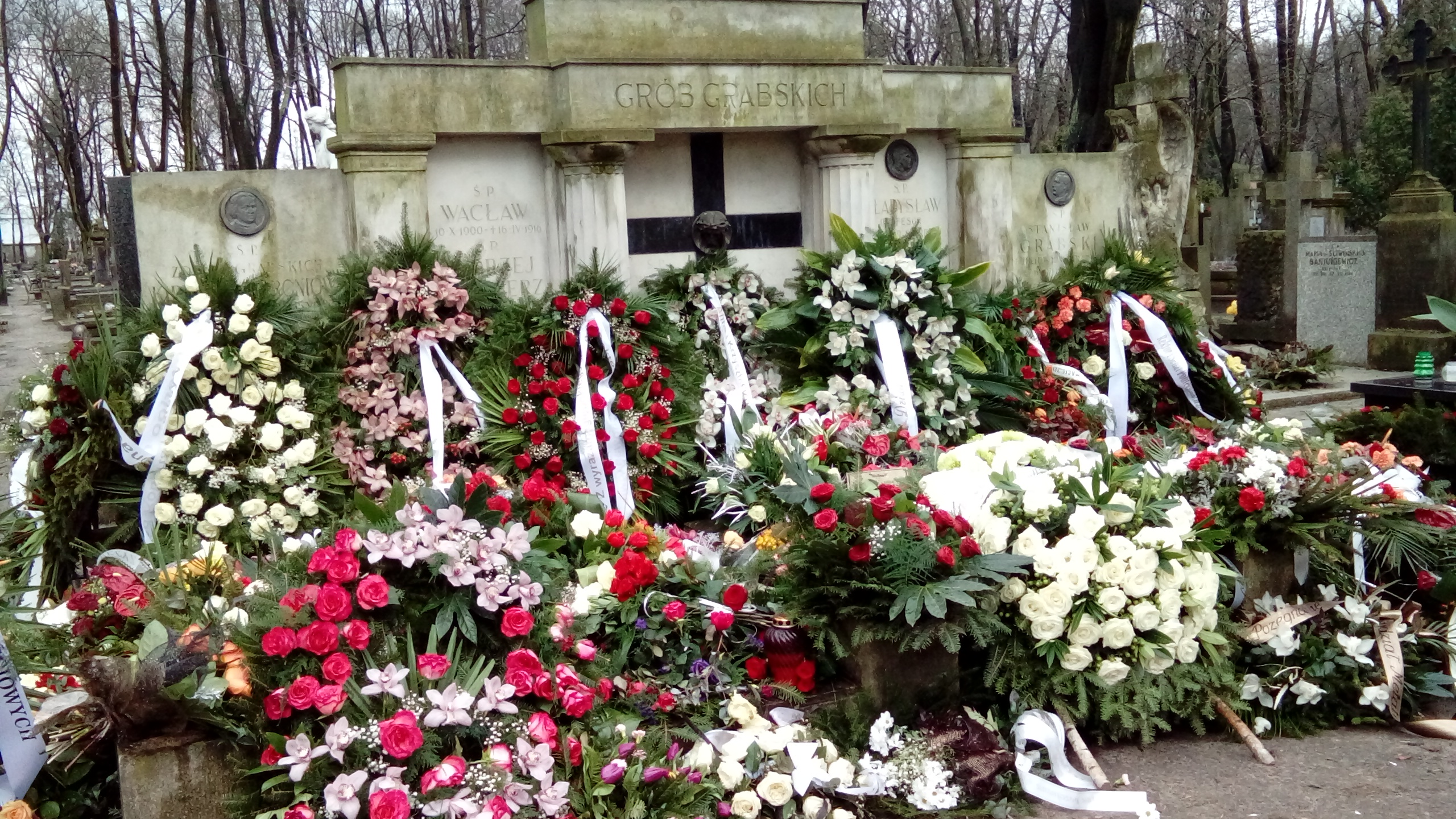
Grób rodzinny Grabskich na cmentarzu Powązkowskim

Był wnukiem Władysława Grabskiego – premiera i ministra w II RP, a także Stanisława Wojciechowskiego – prezydenta RP w latach 1922–1926. Jego rodzicami byli pisarz Władysław Jan Grabski i malarka Zofia Wojciechowska-Grabska. Był żonaty z Heleną Grabską z domu Nowakowską (1933–2009), z którą miał dwójkę dzieci Małgorzatę Kidawę-Błońską i Jacka Macieja Grabskiego.
Studia ukończył na Wydziale Mechanicznym-Technologicznym Politechniki Warszawskiej. W 1959 został zatrudniony w Katedrze Metaloznawstwa PW. W 1967 obronił doktorat, w latach 1969–1970 odbył staż naukowy na University of Cambridge w Wielkiej Brytanii. Habilitował się w 1973, a w 1979 otrzymał tytuł profesora nauk technicznych. Od 1989 pracował na stanowisku profesora zwyczajnego. W 1991 został członkiem korespondentem Polskiej Akademii Nauk. Był dyrektorem Instytutu Inżynierii Materiałowej PW (1981–1987), członkiem senatu tej uczelni (1981–1987, 1991–1996), członkiem i przewodniczącym komisji senackich i rektorskich, m.in. Komisji Etyki Zawodowej PW (1981–1985, 1989–2005). W 2005 przeszedł na emeryturę.
Opublikował liczne prace z zakresu nauki o materiałach i inżynierii materiałowej. Zajmował się głównie defektami sieci krystalicznej i ich wpływem na właściwości metali oraz stabilnością mikrostruktury.
W latach 1991–1994 przewodniczył Zespołowi Nauk Technicznych w Komisji Badań Podstawowych Komitetu Badań Naukowych, a w latach 1994–1997 był wiceprzewodniczącym Komisji Badań Stosowanych. Należał do Zespołu ds. Etyki w Nauce przy ministrze nauki (2000–2008, od 2004 jako jego przewodniczący). W 2011 objął funkcję wiceprzewodniczącego Komisji ds. Etyki w Nauce PAN na okres trzyletniej kadencji, ponownie powołany w 2014. W latach 1992–2005 był prezesem Fundacji na rzecz Nauki Polskiej.
Wchodził w skład komitetu poparcia Bronisława Komorowskiego przed wyborami prezydenckimi w 2010 i w 2015.
Mieszkał w Gołąbkach. 18 lutego 2016 został pochowany w grobowcu rodzinnym na Starych Powązkach w Warszawie.

## Odznaczenia i wyróżnienia
- 1989 – Krzyż Kawalerski Orderu Odrodzenia Polski
- 1997 – Krzyż Oficerski Orderu Odrodzenia Polski[5]
- 1999 – doktorat honoris causa Akademii Górniczo-Hutnicznej w Krakowie[6]
- 2001 – doktorat honoris causa Politechniki Warszawskiej[7]
- 2005 – Krzyż Komandorski Orderu Odrodzenia Polski[8]
- 2005 – Wieki Krzyż Zasługi Orderu Zasługi Republiki Federalnej Niemiec
- 2011 – Nagroda PAU im. Erazma i Anny Jerzmanowskich[9]
- Medal Komisji Edukacji Narodowej[10]